# Кабанов Тарас Володимирович
Тарас Володимирович Кабанов (нар. 23 січня 1981, Луцьк) — український футболіст, нападник любительської команди «Луцьксантехмонтаж №536», з якою став чемпіоном Волинської області 2015/16. Колишній гравець збірної України.

## Біографія
Народився 23 січня 1981 у Луцьку. На зламі 90-х і 2000-х виступав за львівські «Карпати», був найкращим бомбардиром команди в сезоні 2002/03.
17 січня 2013 року оголосив про завершення професійної футбольної кар'єри. З 2013 року виступає за аматорську команду «Луцьксантехмонтаж №536» (Луцьк)  .

### Збірна
За збірну України зіграв 1 товариський матч, 18 січня 2004 року, вийшов на 59 хвилині замість Андрія Вороніна в матчі зі збірною Лівії.